# Elezioni regionali in Emilia-Romagna del 2014
Le elezioni regionali in Emilia-Romagna del 2014 si sono tenute il 23 novembre. Sono state indette anticipatamente rispetto alla scadenza naturale del mandato (marzo 2015) a causa delle dimissioni presentate dal presidente uscente Vasco Errani il 23 luglio 2014 subito dopo essere stato condannato in corte d'appello per falso ideologico nell'inchiesta «Terremerse», salvo poi essere successivamente assolto due anni dopo con formula piena poiché “il fatto non sussiste”.
Le elezioni sono state vinte da Stefano Bonaccini (centro-sinistra), candidato del Partito Democratico, che ha battuto i suoi principali avversari: il candidato del centro-destra Alan Fabbri (sostenuto da Lega Nord, Forza Italia e Fratelli d'Italia - Alleanza Nazionale) e la candidata del Movimento 5 Stelle Giulia Gibertoni. Un dato significativo è stata la bassa affluenza degli elettori alle urne, pari al 37,71% contro il 68% delle precedenti elezioni. Per la prima volta in Emilia-Romagna, da quando si elegge direttamente il presidente, il vincitore non ha superato la soglia psicologica del 50%, il che ha indotto Stefano Bonaccini a definire il risultato semplicemente "buono".

## Sistema elettorale
Le elezioni regionali del 2014 sono state le prime regolate dalla nuova legge elettorale (L.R. n.21/2014), approvata dall'Assemblea regionale nel luglio 2014. La legge prevede l'elezione diretta del Presidente della Giunta regionale, a maggioranza semplice dei voti e in un turno unico e garantisce alle liste che appoggiano il presidente eletto almeno 27 seggi su un totale di 50.

## Primarie del centrosinistra
A seguito delle dimissioni del governatore Vasco Errani (a seguito della condanna penale per falso ideologico nel processo "Terremerse", poi trasformata in definitiva assoluzione in sede d'appello), e dopo il fallimento di un accordo condiviso e unitario del centrosinistra sul sindaco di Imola Daniele Manca come candidato indicato direttamente dalla dirigenza del partito, Stefano Bonaccini decide di candidarsi alle primarie per la scelta del candidato alla guida del palazzo di viale Aldo Moro contro il deputato PD Matteo Richetti e l'ex sindaco di Forlì Roberto Balzani, determinando così una spaccatura tra i renziani. Il 9 settembre, Richetti si ritira a sorpresa dalla competizione, a seguito della notizia dell'indagine a suo carico per peculato sull'uso dell'auto di servizio (all'epoca in cui era presidente del consiglio regionale) e su pressione dello stesso Renzi preoccupato da una lotta fratricida nel partito. La Procura contesta anche a Bonaccini il reato di peculato nell'inchiesta "spese pazze" e perciò si registrano pressioni interne al partito per un suo ritiro, facendo così venire meno i presupposti per le primarie e consentendo una convergenza su un unico candidato forte (come il Segretario alla Presidenza del Consiglio dei ministri Graziano Delrio, il Ministro del lavoro Giuliano Poletti o il Ministro della cultura Dario Franceschini). Bonaccini tuttavia, ribadendo la correttezza del suo operato, chiede ed ottiene di poter chiarire, in tempi ravvicinati, la sua posizione in Procura che, a seguito della sua audizione, chiede l'archiviazione del procedimento. Immediatamente dopo egli annuncia l'intenzione di voler continuare a correre per le primarie.
Il Centrosinistra emiliano-romagnolo scelse il candidato alla presidenza della regione con le primarie del 27 settembre 2014: i contendenti furono Stefano Bonaccini (segretario regionale del PD dell'Emilia-Romagna) e Roberto Balzani (ex sindaco di Forlì, anch'egli del PD). Le primarie espressero Stefano Bonaccini con il 60,7% dei voti, mentre Roberto Balzani ottenne il 39,3%. L'affluenza fu di appena 58.119 sostenitori, molto meno dei 75.000 iscritti al solo PD a livello regionale.
Di seguito la tabella con i risultati delle primarie di coalizione divisi per provincia e candidato:
| Circoscrizione | Bonaccini | Bonaccini | Balzani | Balzani |
| Circoscrizione | Voti      | %         | Voti    | %       |
| -------------- | --------- | --------- | ------- | ------- |
| Bologna        | 8334      | 62,45%    | 5012    | 37,55%  |
| Forlì-Cesena   | 2396      | -         | 5386    | -       |
| Ferrara        | 2732      | 70%       | 1172    | 30%     |
| Modena         | -         | 78,56%    | -       | 21,44%  |
| Ravenna        | 4565      | 57,98%    | 3309    | 42,02%  |
| Reggio Emilia  | 4442      | 73,80%    | 1577    | 26,20%  |
| Rimini         | 1523      | 62,29%    | 925     | 37,71%  |
| Totale         |           | 60,7%     |         | 39,3%   |

## Candidati alla presidenza
I candidati alla presidenza, con le rispettive liste a sostegno - così come depositate in Corte d'Appello alla scadenza di legge delle ore 12 del 25 ottobre -, erano (in ordine alfabetico):
- Stefano Bonaccini (PD), sostenuto da una coalizione di centrosinistra[9].
- Alan Fabbri (Lega Nord), sostenuto da FI, Lega Nord, FdI-AN.
- Giulia Gibertoni, sostenuta dal M5S.
- Maurizio Mazzanti, sostenuto dalla lista civica "Liberi Cittadini per l'Emilia-Romagna".
- Maria Cristina Quintavalla, sostenuta da L'Altra Emilia-Romagna (lista civica con al suo interno PRC e PdCI).
- Alessandro Rondoni, sostenuto da Emilia-Romagna popolare (NCD e UdC).

La candidatura di Michele Terra, sostenuto dal Partito Comunista dei Lavoratori, è stata esclusa dalla Corte d'Appello, i cui controlli hanno evidenziato come le firme necessarie alla presentazione fossero state raccolte in una sola circoscrizione provinciale, al di sotto quindi del "quorum" (almeno cinque circoscrizioni provinciali su nove).
In data 29 ottobre la Commissione elettorale ha stabilito, tramite sorteggio, l'ordine di comparizione sulla scheda dei candidati e delle liste ad essi collegate:
- 1) "Liberi Cittadini per l'Emilia-Romagna"
- 2) "Centro per Bonaccini"
- 3) "Sinistra Ecologia Libertà"
- 4) "Emilia-Romagna Civica"
- 5) "Partito Democratico"
- 6) "Lega Nord"
- 7) "Fratelli d'Italia-Alleanza Nazionale"
- 8) "Forza Italia"
- 9) "L'Altra Emilia-Romagna"
- 10) "Movimento 5 Stelle"
- 11) "Emilia-Romagna Popolare"

## Risultati
|                                        | Stefano Bonaccini ✔️ Presidente | 615 723              | 49,05 | Partito Democratico                   | 535 109   | 44,53 | 29 |  |  |
| Sinistra Ecologia Libertà              | Stefano Bonaccini ✔️ Presidente | 615 723              | 49,05 | 38 845                                | 3,23      | 2     |    |  |  |
| Emilia-Romagna Civica                  | Stefano Bonaccini ✔️ Presidente | 615 723              | 49,05 | 17 984                                | 1,50      | –     |    |  |  |
| Centro per Bonaccini                   | Stefano Bonaccini ✔️ Presidente | 615 723              | 49,05 | 5 247                                 | 0,44      | –     |    |  |  |
|                                        | Alan Fabbri                     | 374 736              | 29,85 | Lega Nord                             | 233 439   | 19,42 | 8  |  |  |
| Forza Italia                           | Alan Fabbri                     | 374 736              | 29,85 | 100 478                               | 8,36      | 2     |    |  |  |
| Fratelli d'Italia - Alleanza Nazionale | Alan Fabbri                     | 374 736              | 29,85 | 23 052                                | 1,92      | 1     |    |  |  |
| Seggio di coalizione                   | Seggio di coalizione            | Seggio di coalizione | 29,85 | 1                                     |           |       |    |  |  |
|                                        | Giulia Gibertoni                | 167 022              | 13,31 | Movimento 5 Stelle                    | 159 456   | 13,27 | 5  |  |  |
|                                        | Maria Cristina Quintavalla      | 50 211               | 4,00  | L'Altra Emilia-Romagna                | 44 676    | 3,72  | 1  |  |  |
|                                        | Alessandro Rondoni              | 33 437               | 2,66  | Emilia-Romagna Popolare               | 31 635    | 2,63  | –  |  |  |
|                                        | Maurizio Mazzanti               | 14 129               | 1,13  | Liberi Cittadini per l'Emilia-Romagna | 11 864    | 0,99  | –  |  |  |
| Totale                                 | Totale                          | 1 255 258            | 100   |                                       | 1 201 785 | 100   | 49 |  |  |
|                                        |                                 |                      |       |                                       |           |       |    |  |  |
| Schede bianche                         | Schede bianche                  | 15 327               | 1,17  |                                       |           |       |    |  |  |
| Schede nulle                           | Schede nulle                    | 34 256               | 2,63  |                                       |           |       |    |  |  |
| Votanti                                | Votanti                         | 1 304 841            | 37,71 |                                       |           |       |    |  |  |
| Elettori                               | Elettori                        | 3 460 402            |       |                                       |           |       |    |  |  |

1. ↑  Include Scelta Civica, Federazione dei Verdi, Partito Socialista Italiano
2. ↑  Include Centro Democratico, Democrazia Solidale, Italia dei Valori
3. ↑  Include ALBA, Azione Civile, Partito della Rifondazione Comunista, Partito dei Comunisti Italiani

## Consiglieri eletti
| Collegio      | Lista                                  | Eletto               | Preferenze             |
| ------------- | -------------------------------------- | -------------------- | ---------------------- |
| Bologna       | Partito Democratico                    | Stefano Bonaccini    | (Presidente)           |
| Bologna       | Partito Democratico                    | Simonetta Saliera    | 11974                  |
| Bologna       | Partito Democratico                    | Giuseppe Paruolo     | 6614                   |
| Bologna       | Partito Democratico                    | Stefano Caliandro    | 6292                   |
| Bologna       | Partito Democratico                    | Francesca Marchetti  | 5548                   |
| Bologna       | Partito Democratico                    | Roberto Poli         | 5435                   |
| Bologna       | Partito Democratico                    | Antonio Mumolo       | 4353                   |
| Bologna       | Sinistra Ecologia Libertà              | Igor Taruffi         | 1839                   |
| Bologna       | Lega Nord                              | Alan Fabbri          | (Candidato Presidente) |
| Bologna       | Lega Nord                              | Daniele Marchetti    | 1621                   |
| Bologna       | Forza Italia                           | Galeazzo Bignami     | 9956                   |
| Bologna       | L'Altra Emilia Romagna                 | Piergiovanni Alleva  | 1315                   |
| Bologna       | Movimento 5 Stelle                     | Silvia Piccinini     | 1767                   |
| Modena        | Partito Democratico                    | Palma Costi          | 7418                   |
| Modena        | Partito Democratico                    | Giuseppe Boschini    | 6287                   |
| Modena        | Partito Democratico                    | Luciana Serri        | 4613                   |
| Modena        | Partito Democratico                    | Luca Sabatini        | 4403                   |
| Modena        | Lega Nord                              | Stefano Bargi        | 1845                   |
| Modena        | Forza Italia                           | Enrico Aimi          | 2924                   |
| Modena        | Movimento 5 Stelle                     | Giulia Gibertoni     | 2992                   |
| Ferrara       | Partito Democratico                    | Marcella Zappaterra  | 6678                   |
| Ferrara       | Partito Democratico                    | Paolo Calvano        | 5853                   |
| Ferrara       | Lega Nord                              | Marco Petazzoni      | 979                    |
| Forlì-Cesena  | Partito Democratico                    | Paolo Zoffoli        | 7100                   |
| Forlì-Cesena  | Partito Democratico                    | Valentina Ravaioli   | 5367                   |
| Forlì-Cesena  | Partito Democratico                    | Lia Montalti         | 4914                   |
| Forlì-Cesena  | Lega Nord                              | Massimo Pompignoli   | 1685                   |
| Forlì-Cesena  | Movimento 5 Stelle                     | Andrea Bertani       | 607                    |
| Parma         | Partito Democratico                    | Massimo Iotti        | 6303                   |
| Parma         | Partito Democratico                    | Barbara Lori         | 6032                   |
| Parma         | Partito Democratico                    | Alessandro Cardinali | 4386                   |
| Parma         | Lega Nord                              | Fabio Rainieri       | 2649                   |
| Reggio Emilia | Partito Democratico                    | Andrea Rossi         | 8747                   |
| Reggio Emilia | Partito Democratico                    | Ottavia Soncini      | 6150                   |
| Reggio Emilia | Partito Democratico                    | Roberta Mori         | 7564                   |
| Reggio Emilia | Partito Democratico                    | Silvia Prodi         | 4792                   |
| Reggio Emilia | Sinistra Ecologia Libertà              | Yuri Torri           | 479                    |
| Reggio Emilia | Lega Nord                              | Gabriele Delmonte    | 796                    |
| Reggio Emilia | Movimento 5 Stelle                     | Gian Luca Sassi      | 871                    |
| Ravenna       | Partito Democratico                    | Mirco Bagnari        | 5753                   |
| Ravenna       | Partito Democratico                    | Manuela Rontini      | 5639                   |
| Ravenna       | Partito Democratico                    | Gianni Bessi         | 5186                   |
| Ravenna       | Lega Nord                              | Andrea Liverani      | 1347                   |
| Rimini        | Partito Democratico                    | Giorgio Pruccoli     | 4518                   |
| Rimini        | Partito Democratico                    | Nadia Rossi          | 4199                   |
| Rimini        | Movimento 5 Stelle                     | Raffaella Sensoli    | 1066                   |
| Piacenza      | Partito Democratico                    | Paola Gazzolo        | 6003                   |
| Piacenza      | Partito Democratico                    | Gian Luigi Molinari  | 5820                   |
| Piacenza      | Lega Nord                              | Matteo Rancan        | 4515                   |
| Piacenza      | Fratelli d'Italia - Alleanza Nazionale | Tommaso Foti         | 2222                   |